# Csehszlovák Néphadsereg
A Csehszlovák Néphadsereg  (csehül: Československá lidová armáda, szlovákul: Československá ľudová armáda, ČSLA) a Csehszlovák Szocialista Köztársaság fegyveres hadereje volt 1954 és 1990 között. 1955-től a Varsói Szerződés tagja volt. A Csehszlovák Néphadsereget a szárazföldi erők, a légierő és a speciális egységek alkották.
A ČSLA kialakulása és működése szorosan kapcsolódott a hidegháború politikai és katonai struktúráihoz, különösen a Varsói Szerződéshez. 

## Története

### Alapítás és politikai háttér

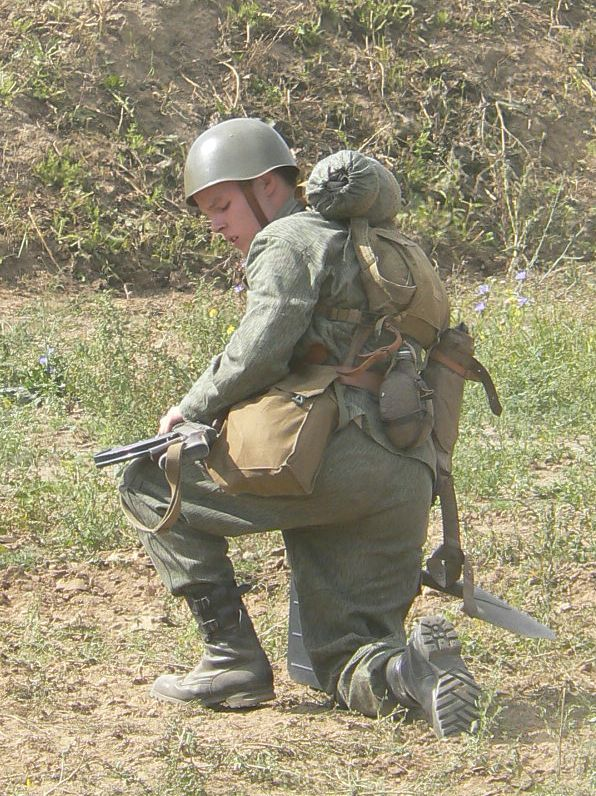
Csehszlovák katona a ČSLA egyenruhájában az 1970-es években

A Csehszlovák Néphadsereg 1954-ben alakult, amikor Csehszlovákia szocialista népköztársaság lett, és szoros kapcsolatba került a Szovjetunióval. 1955-től tagja volt a Varsói Szerződésnek, amely a Szovjetunió által vezetett katonai szövetségként működött a NATO ellensúlyaként. Fő feladatuk Csehszlovákia védelme, illetve a Varsói Szerződés katonai stratégiájának támogatása volt, amely magában foglalta a nyugat-európai országok elleni esetleges támadások tervét is. A hadsereg Csehszlovákia Kommunista Pártjának (KSČ) irányítása alatt állt és ideológiai, politikai elvárásokat támasztottak a katonákkal szemben. Ennek része volt a szovjet típusú oktatás, a marxista-leninista ideológia oktatása, valamint a Szovjetunió és a kommunizmus támogatása. A kötelező katonai szolgálat minden férfi állampolgárra vonatkozott és a fiatalokat már az iskolákban is felkészítették katonai alapismeretekkel.  A katonákat nemcsak katonai képességeikben, hanem ideológiai hűségükben is fejleszteni kívánták. A kiképzés során hangsúlyt kapott a szovjet-barát, kommunista ideológiai nevelés. A hadsereg struktúrája és felszerelése a szovjet modellhez igazodott. Az egységeket hasonló módon szervezték meg, és a felszerelésükben is szovjet technológiai támogatást kaptak.
1968-ban, a Prágai tavasz idején a reformmozgalmak és az "emberarcú szocializmus" megvalósítása érdekében a KSČ mérsékelt reformokat vezetett be. Azonban a Szovjetunió és a Varsói Szerződés többi tagállama ezt fenyegetésként értékelte. A csehszlovák katonai vezetés nem avatkozott be a szovjet vezette invázió ellen, így a Csehszlovák Néphadsereg passzív szerepet játszott. Az invázió során több Varsói Szerződés-tagállam csapatai (elsősorban szovjet, lengyel, magyar és bolgár egységek) szállták meg Csehszlovákiát.

### Felbomlás és örökség
1989-ben, a Bársonyos forradalom idején Csehszlovákia politikai rendszere összeomlott, és megszűnt a kommunista uralom. A Csehszlovák Néphadsereg ezután gyorsan veszített politikai jelentőségéből, és megkezdődött átszervezése. 1990-ben hivatalosan is megszűnt a "néphadsereg" elnevezés, és a hadsereg nevét egyszerűen Csehszlovák Hadseregre változtatták.
1993-ban, Csehország és Szlovákia békés szétválása után a csehszlovák katonai vagyon és személyi állomány megoszlott a két új állam között, és létrejött a Cseh Köztársaság és a Szlovák Köztársaság saját hadserege.

## Felszerelés és technológiai kapacitások

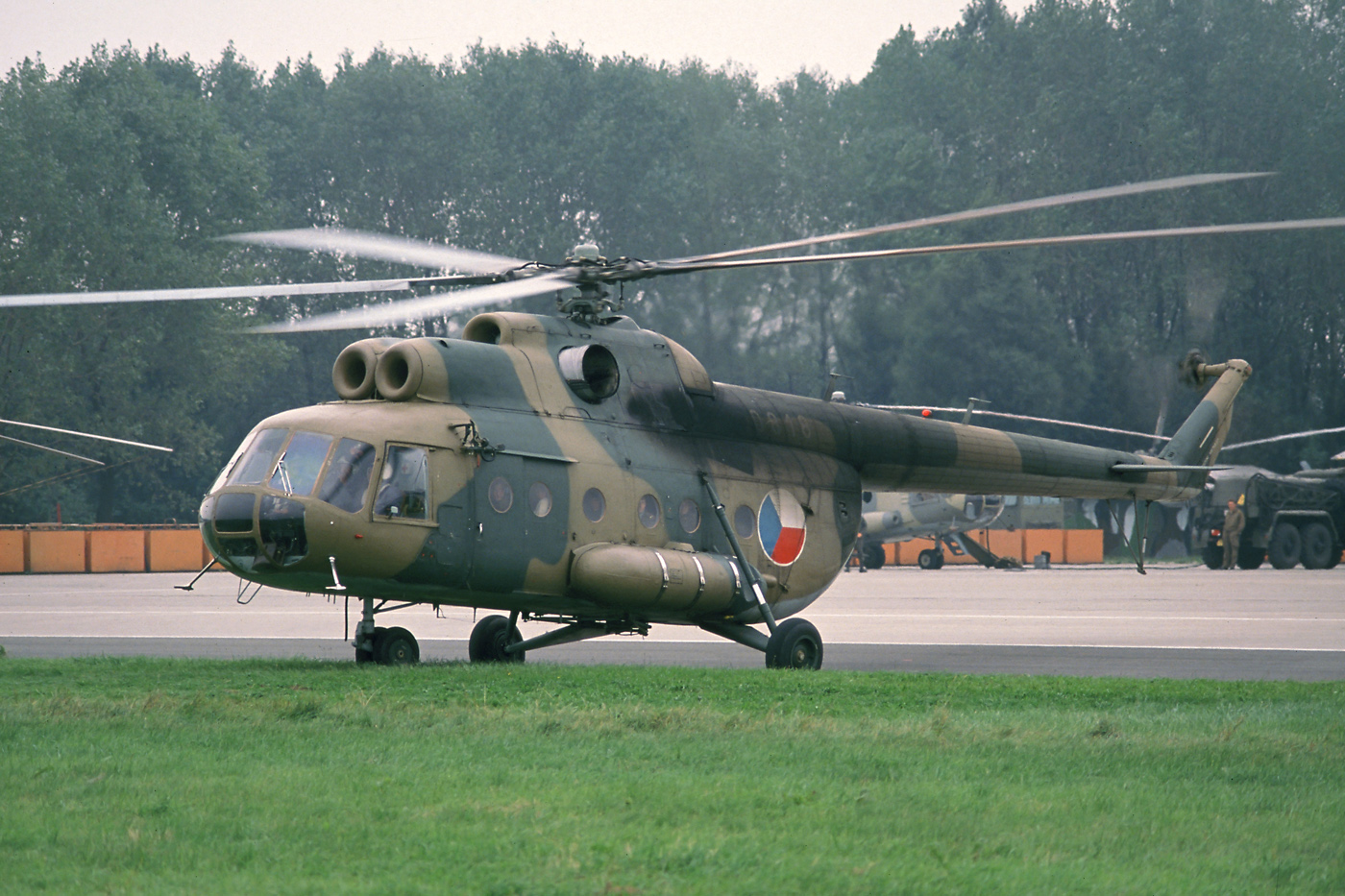
Csehszlovák Mi–8 típusú helikopter az 1980-as években

A hadsereg főként szovjet gyártmányú fegyvereket és harcjárműveket használt, például a T–55 és T–72 harckocsikat, BMP-1 páncélozott járműveket, illetve MiG–21, MiG–23 és Szu–7 vadászgépeket. A katonai eszközök és fegyverek többségét Csehszlovákiában is gyártották, például a híres Vz. 58 gépkarabélyt, amely sok tekintetben hasonlított a szovjet AK–47-re, de saját fejlesztés volt. Jelentős mennyiségű vegyi és biológiai fegyverekkel is rendelkezett, mivel ezeket szintén a Varsói Szerződés védelmi stratégiájába integrálták.

## Mai hatása és emlékezete
Az egykori Csehszlovák Néphadsereg történetét sokan a kommunista múlt árnyékában emlegetik. A hadsereg tagjait szigorúan ellenőrizték és az ideológiai képzés hangsúlyos volt, így a nyilvánosság szemében kettős megítélés alá esett. Az egykori katonai létesítmények és fegyverek egy része ma már múzeumokban látható és történészek folyamatosan kutatják a hadsereg politikai szerepét és társadalmi hatását a kommunista korszakban. Összességében a Csehszlovák Néphadsereg erős szovjet befolyás alatt állt, a hidegháborús időszak jellegzetes katonai szervezete volt, amely egyaránt szolgálta a szovjet katonai érdekeket és a csehszlovák kommunista vezetést.